# Viverra megaspila
Espèce
Statut de conservation UICN

 EN A2cd+3cd+4cd : En danger
Viverra megaspila est une espèce de civette asiatique de la famille des Vivéridés.

## Répartition et habitat

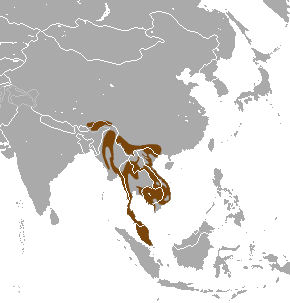
Aire de répartition de la civette Viverra megaspila